# Дахаб
Да́хаб (масри دهب, Dahab  [ˈdæhæb]) — курортный город в Египте, расположенный на востоке Синайского полуострова, на берегу Акабского залива Красного моря, в 85 км к северу от Шарм-эш-Шейха.
В Дахабе имеется Старый город, называемый Масбат, бедуинская деревня Ассала, район новостроек Мубарак, Медина и Лагуна Дахаба, где расположены дорогие отели и станции обучения виндсёрфингу. Старый город состоит из набережной, вдоль которой вплотную друг к другу находятся недорогие кэмпы, маленькие отели, рестораны, лавочки и кафе, а также несколько узких улиц. В бухте города можно найти развалины древнего порта, принадлежавшего набатейцам.
С недавних пор Дахаб стал известен как центр русского дауншифтинга.

## История
Земля Синайского полуострова была освоена древними египтянами ещё в эпоху Первой династии. 2-3 тысячи лет тому назад Дахаб был просто группой прибрежных оазисов, которой и оставался вплоть до конца 1980-х годов. Именно волна развития туризма и государственная программа поддержки индустрии туризма Египта превратили Дахаб в развивающийся курортный город.
Между I и II веками до н. э. набатейские мореплаватели заложили свой форпост именно там, где сейчас находится Дахаб. Найденные в 1987 году во время археологических раскопок развалины маяка и портового форта вы можете увидеть там и сейчас.
Тогда по этой земле проходили важные караванные пути, и посёлки, попадающие в эту торговую цепь, процветали. Дахаб, будучи удобным портом для перевозки грузов через залив Акаба, оказался в числе везунчиков. Здесь шла бойкая торговля всем, что могло продаваться и покупаться, в том числе драгоценными камнями, ювелирными украшениями и золотом. Этот торговый порт служил перевалочной базой на торговых маршрутах Набатейского царства и обеспечивал доставку товаров в город Maqnah, который находился на противоположной стороне Акабского залива, на берегу Аравийского полуострова.
В Библии, в Книге Моисея, упоминается поселение Дизахаб (Dizahab), что значит «район золота» или «золотое изобилие». Сама близость мест, где происходили события, упомянутые в Библии, создаёт определённую ауру этим краям.
После исчезновения Набатейского царства, приблизительно 800 лет назад, на территории современного Дахаба поселились несколько семей кочевников-бедуинов.
В долине, где расположен Дахаб, простирающейся от гор до кромки вод Красного моря, песок имеет золотистый оттенок. Возможно именно это и послужило причиной выбора современного имени города, ведь «дахаб» по-арабски обозначает «золото» или «золотой». Однако несколько лет назад геологи из Каирского Университета провели минералогическое исследование остаточных пород в районе Дахаба и подтвердили, что в этой местности действительно есть золото. Правда, не в виде огромных самородков или золотых жил, но все же есть. А значит Дахаб мог действительно быть когда-то «золотым портом».
На картах мореплавателей Дахаб появился уже в более поздние времена. Одной из первых карт, на которой был обозначен Дахаб, стала иллюстрированная карта Египта и Синайского полуострова, опубликованная английской компанией «Таллис» в 1851 году.

## Климат
Климат в Дахабе сухой и тёплый. Дожди здесь редкость, а роза ветров не даёт накапливаться испаряющейся с поверхности моря влаге. В отличие от Шарм-эш-Шейха, климат здесь более сухой и менее горячий. Благодаря гористым берегам Акабского залива, которые создают своеобразную аэродинамическую трубу, в Дахабе 75 % дней в году есть ветер, что радует виндсёрферов и кайтеров, съезжающихся сюда со всего мира.
Благодаря ветру (большей частью он дует с севера) в Дахабе летом не так душно и жарко, как в Шарм-эш-Шейхе. Противоположный берег Аравийского полуострова находится всего лишь в 25 км от Дахаба. На столь небольшом пространстве негде разгуляться крупным волнам, поэтому здесь нет сильного прибоя, характерного для многих других морских курортов. Перепад уровня воды при приливах и отливах редко превышает 1 метр.
Температура воздуха в самый холодный период (январь-февраль) днём составляет 20—25 градусов, а в самый жаркий месяц — август, превышает 35—40 градусов и даже иногда доходит до 50 градусов. Температура воды на любой глубине даже зимой редко опускается ниже 21 градуса, а в конце лета нередко превышает 28 градусов.
| Показатель                       | Янв. | Фев. | Март | Апр. | Май  | Июнь | Июль | Авг. | Сен. | Окт. | Нояб. | Дек. | Год   |
| -------------------------------- | ---- | ---- | ---- | ---- | ---- | ---- | ---- | ---- | ---- | ---- | ----- | ---- | ----- |
| Абсолютный максимум, °C          | 25,7 | 28   | 30   | 36   | 42   | 45   | 49   | 47   | 44   | 41   | 31    | 24,9 | 49    |
| Средний суточный максимум, °C    | 21   | 22   | 26   | 31   | 36   | 39   | 40   | 40   | 37   | 32   | 28    | 23   | 31,3  |
| Средняя температура, °C          | 18   | 19   | 22   | 25   | 27   | 33   | 34   | 35   | 32   | 30   | 24    | 17   | 26    |
| Средний суточный минимум, °C     | 10   | 11   | 14   | 18   | 22   | 25   | 27   | 27   | 25   | 22   | 16    | 11   |       |
| Абсолютный минимум, °C           | 3,7  | 5,6  | 11   | 14,8 | 16,2 | 17,7 | 17,8 | 17,7 | 16   | 11,4 | 7,5   | −0,5 |       |
| Норма осадков, мм                | 2,5  | 1    | 1,3  | 0,9  | 0,4  | 0,1  | 0,3  | 0    | 0    | 1,3  | 2,2   | 2,6  |       |
| Температура воды, °C             | 20   | 21   | 21   | 22   | 23   | 24   | 25   | 24   | 23   | 22   | 22    | 21   | 22,67 |
| Источник: worldweatheronline.com |      |      |      |      |      |      |      |      |      |      |       |      |       |

## Водные виды спорта

### Дайвинг

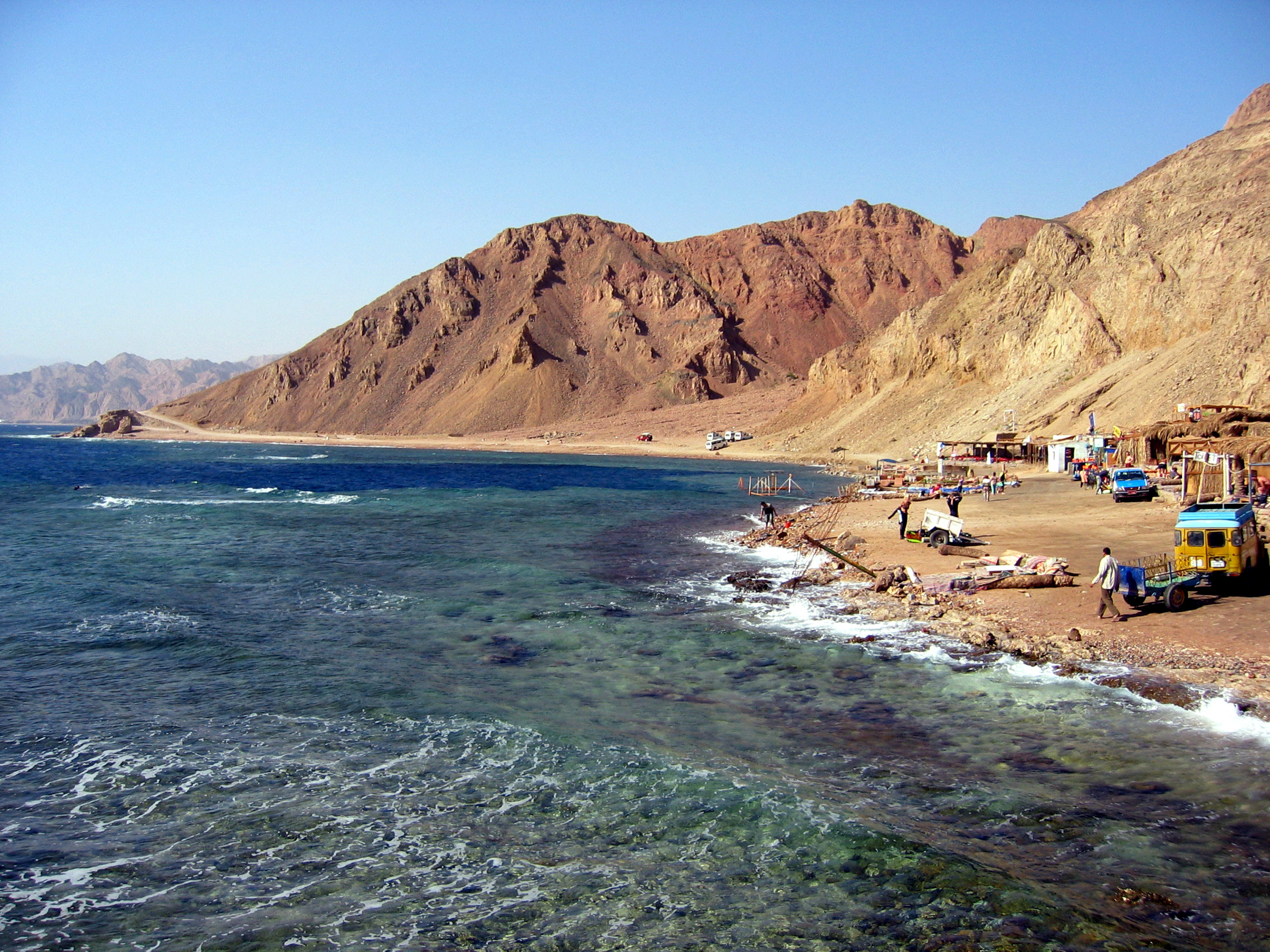
Голубая Дыра

Главная особенность дайвинга в Дахабе в том, что почти все погружения совершаются с берега. Здесь более 30 дайв-сайтов, максимальная глубина которых достигает порой 200 и более метров.
В городе работают более 60 дайвцентров. Рядом с Дахабом расположены такие известные дайв места как Голубая Дыра и Canyon.
Дахаб является одним из крупнейших центров обучения техническому дайвингу и совершения погружений на глубины до 200 метров.

### Виндсёрфинг
Для виндсёрферов Дахаб привлекателен своей Лагуной и хорошими волновыми условиями на рифе Лайтхаус в Старом бедуинском городке .

### Кайтсёрфинг
Для кайтсёрферов любого уровня катания Дахаб интересен не только практически гарантированным ветром, но также и возможностью проходить обучение, повышать свой уровень, или просто получить новые ощущения от красивейших мест Синая. Помимо стационарных школ Дахаба также существуют выездные программы по близлежащим спотам Синая с отменной каталкой в разных условиях. Обучение проводится сертифицированными IKO (International Kiteboarding Organization) инструкторами. Большинство кайт-спотов имеют коралловое, каменистое или ёжистое дно — желательно кататься обутым.

## Туризм

### Инфраструктура.
Дахаб имеет полноценную развитую структуру посёлка городского типа. В нём находятся банки с сетью банкоматов, пункты обмена валюты, почта. Имеются две барокамеры и госпиталь, оборудованный по европейским стандартам. Разветвлённая сеть небольших супермаркетов и аптек. Во всех отелях, кафе, ресторанах и домах, сдающихся в аренду, имеется интернет.

### Экотуризм
Помимо водных видов спорта в Дахабе развит экологический туризм. Популярны путешествия по Синайской пустыне на верблюде или внедорожнике, с заездом в Монастырь Святой Екатерины и отдыхом на безлюдных пляжах Акабского залива, позволяющие ознакомиться с кочевым бытом синайских бедуинов.